# Indien i olympiska vinterspelen 1964
Indien deltog med en deltagare vid de olympiska vinterspelen 1964 i Innsbruck. Landets deltagare erövrade ingen medalj.